# Sauquillo de Cabezas
Sauquillo de Cabezas település Spanyolországban, Segovia tartományban. Sauquillo de Cabezas Turégano, Torreiglesias, Escalona del Prado, Aguilafuente, Lastras de Cuéllar és Cabezuela községekkel határos. Lakosainak száma 137 fő (2024).

## Népesség
A település népessége az elmúlt években az alábbi módon változott:
| Lakosok száma | 234  | 231  | 208  | 214  | 208  | 200  | 168  | 150  | 139  | 137  |
|               | 2001 | 2004 | 2007 | 2009 | 2012 | 2014 | 2017 | 2019 | 2022 | 2024 |